# Aimeri de Saint-Sévérin
Aimeri de Saint-Sévérin (francisation de Emerico Sanseverino), mort à Barcelone le 21 juin 1578, est un ecclésiastique italien qui fut évêque d'Agde de 1561 à 1578.

## Biographie
Emerico Sanseverino est issu de la famille des princes Bisignani originaires du royaume de Naples. Il est le frère de Ferrante comte de Soponare et le neveu du cardinal Antonio Sanseverino.
Très apprécié à la cour de France par le roi Charles IX et la régente Catherine de Médicis, il est nommé par eux évêque d'Agde le 15 janvier 1561. Le 18 octobre 1567 il expulse de sa cité épiscopale les Réformés qui s'y étaient réfugiés. Il meurt à Barcelone lors d'un pèlerinage à Notre Dame de Montserrat et il est inhumé dans ce sanctuaire.